# Veil of Darkness
Veil of Darkness je hororová point-and-click adventura viděná z izometrického pohledu, kterou v roce 1993 vydala firma Strategic Simulations. Hra obsahuje i prvky akce a RPG (souboje).

## Příběh
Hráč se zde ocitá v roli pilota, který během přeletu nad Transylvánií upoutá pozornost vampíra zde sídlícího. Tento temný a záhadný tvor za pomoci magie a poslušných netopýrů způsobí, že hrdina se svým letadlem havaruje v uzavřeném a izolovaném údolí. Po probuzení zjišťuje, že se ocitl v komunitě lidí, kteří zde žijí vzdáleni veškeré civilizaci, na úrovni jakou měla civilizovaná společnost před nějakými sto lety. Je to místo, kde příběhy o vlkodlacích a upírech nejsou jen pohádkami, ale v těch, kteří si je mezi sebou vypráví, vzbuzují skutečné obavy a strach. Hrdina velmi záhy zjišťuje, že i on sám je zde považován za součást jakéhosi příběhu. Místní lidé v něm totiž spatřují svého zachránce, jehož jim slibuje jakési staré proroctví. Zachránce, který má toto údolí zbavit prokletí.